# A. Roland Fields
A. Roland Fields, talvolta indicato come Al Fields, nato Ansel Roland Fields (Tustin, 10 giugno 1884 – ...) è stato uno scenografo statunitense.

## Biografia
Ha preso parte a circa una quarantina di film tra il 1942 ed il 1951. Ha vinto l'Oscar alla migliore scenografia nell'ambito dei Premi Oscar 1946 per Sangue sul sole in condivisione con Wiard Ihnen e ha ricevuto in altre due occasioni la candidatura ai Premi Oscar nella stessa categoria: nel 1942 e nel 1943.

## Filmografia
- Mademoiselle Fifi, regia di Robert Wise - arredamenti (1944)
- Le sorprese dell'amore (Bride By Mistake), regia di Richard Wallace - arredamenti (1944)
- Abbandonata in viaggio di nozze (Family Honeymoon), regia di Claude Binyon (1948)